# Ri-Man
Ri-Man ist ein humanoider Roboter, der zukünftig die Betreuung und Pflege im japanischen Gesundheitswesen unterstützen soll. Entwickelt wurde der Ri-Man vom japanischen Forschungsinstitut Riken Bio-Mimetic Control Research Center in Nagoya.
2006 wurde Ri-Man der Öffentlichkeit präsentiert und wurde im selben Jahr vom Time Magazin zu einer der besten Erfindungen in der Kategorie Medizin nominiert.

## Aufbau und Technik
Ri-Man ist 158 cm groß und wiegt 100 kg. 15 kleine Computereinheiten wurden im Körper von Ri-Man verbaut, die es ermöglichen exakte Steuerungsbefehle an die einzelnen Körperteile weiterzuleiten. 
Ri-Mans Körperoberfläche besteht aus einer 5 mm dicken Silikonschicht, die besonders weich ist. Diese weiche Silikonhaut bietet dem Patienten, wenn er von Ri-Man getragen wird, eine angenehme Auflagefläche. Unter dieser Silikonhaut liegen 320 Drucksensoren, die dazu dienen Verletzungen oder Quetschungen am Patienten zu vermeiden. 
Die Kommunikation zwischen Patient und Ri-Man wird ermöglicht durch zwei eingebaute Mikrofone, dadurch kann Ri-Man auf einfache Sprachbefehle reagieren. Außerdem wurden zwei Kameras eingebaut, die die Identifizierung von Personen und die Orientierung in der Umgebung ermöglichen. 
Darüber hinaus ist Ri-Man mit zwei Geruchssensoren ausgestattet, jeweils einen für die rechte und linke Körperhälfte. Mit diesen Sensoren können unterschiedliche Gerüche wahrgenommen werden. 
Es wird daran gearbeitet, dass Ri-Man zukünftig Personen tragen kann, die bis zu 70 kg schwer sind, momentan liegt das Leistungsmaximum bei 12 kg.